# Песье (Вологодская область)
Песье — деревня в Череповецком районе Вологодской области.
Входит в состав Коротовского сельского поселения, с точки зрения административно-территориального деления — в Коротовский сельсовет.
Расстояние до районного центра Череповца по автодороге — 58 км, до центра муниципального образования Коротово по прямой — 9 км. Ближайшие населённые пункты — Рыжково, Спирово, Горка.
По переписи 2002 года население — 125 человек (60 мужчин, 65 женщин). Преобладающая национальность — русские (99 %).